# دار المنظر (اليمن)
دار المنظر هو دار أثري يمني قديم وهو أحد القصور القديمة في محافظة الضالع، وهو ملك للشيخ محمد عبدالحق يتميز الدار بمكانة المطل على مناطق واسعة يظهر منه شمالاُ وادي تبن في انبساطته الجميلة تتوسطه قلعة يراخ وحصن ذي يسلع ومن خلفهما الشعر وبعدان وعلى قمتهما يتربع في الأفق البعيد حصن حب التاريخي ومن الغرب ترى كل من جبل سورق ومدينة تعز.